# Lussac-les-Châteaux
Lussac-les-Châteaux – miejscowość i gmina we Francji, w regionie Nowa Akwitania, w departamencie Vienne.
Według danych na rok 1990 gminę zamieszkiwało 2 297 osób, a gęstość zaludnienia wynosiła 82 osoby/km² (wśród 1467 gmin regionu Poitou-Charentes, Lussac-les-Châteaux plasuje się na 120. miejscu pod względem liczby ludności, natomiast pod względem powierzchni na miejscu 202.).